# Giacomo I di Urgell

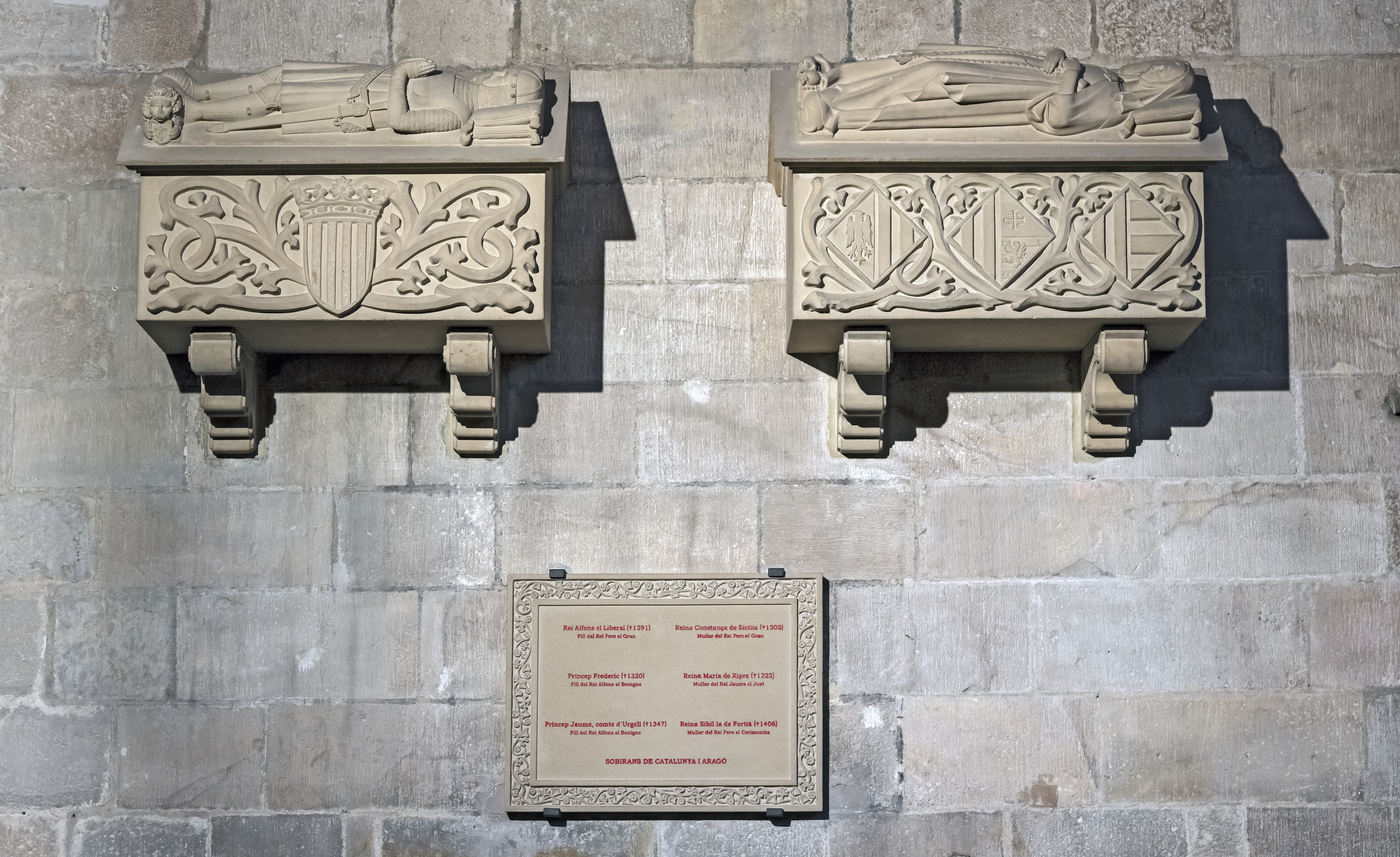
I resti di Giacomo I, assieme a quelli del fratello Federico e del prozio, Alfonso III il liberale sono custoditi nel sepolcro di sinistra, nella cattedrale di Barcellona

Giacomo Alfonso, Giacomo di Aragona.  Chaime in aragonese, Jakue in basco, Jaime in asturiano, in spagnolo e in portoghese, Xaime in galiziano, Jaume in  catalano, Jacme in occitano, Jacques in francese, James in inglese, Jakob in tedesco e Jacobus in fiammingo (1321 – Barcellona, 15 novembre 1347), fu barone di Entenza, signore d'Alcolea e di Chiva, barone di Antillón, conte di Urgel e visconte di Àger dal 1327 fino alla sua morte.

## Origine
Secondo il capitolo XXXVIII della Cronaca piniatense, Giacomo era il figlio maschio terzogenito del re d'Aragona, di Valencia e di Sardegna, conte di Barcellona, di Urgell, di Empúries e delle altre contee catalane, Alfonso il Benigno e della sua prima moglie, la  baronessa di Entenza (la baronia di Entenza comprendeva una parte di territorio situato tra l'Aragona ed il Sobrarbe) e signora d'Alcolea e di Chiva, baronessa di Antillón, contessa di Urgel e viscontessa di Àger, Teresa di Entenza, che era figlia di Gombaldo di Entenza, barone di Entenza e signore d'Alcolea e di Chiva e dell'erede della contea di Urgell, la baronessa di Antillón, Constanza di Antillón, che come ci conferma il contratto di matrimonio di Teresa era nipote del defunto conte di Urgell, Ermengol X (Gombaldi d´Entença et Constancie uxoris eiusdem, nepotemque Ermengaudi quondam comitis Urgellensis), che come ci conferma la Historia de los condes de Urgel, Volume 9 era figlia di Sancho d'Antillon e di Eleonora d'Urgell, a sua volta figlia del conte Álvaro I d'Urgell e sorellastra dell'ultimo conte della casa di Urgell, Ermengol X, (1260-luglio 1314).

Alfonso il Benigno, ancora secondo il capitolo XXXVIII della Cronaca piniatense, era il figlio secondogenito del re re di Sicilia, re di Maiorca, d'Aragona, di Valencia, Conte di Barcellona e delle altre contee catalane e futuro conte di Empúries e Re di Sardegna, Giacomo II il Giusto e di Bianca di Napoli., che, sempre secondo il capitolo XXXVIII della Cronaca piniatense, era figlia del re di Napoli, Carlo lo Zoppo e di Maria d'Ungheria, figlia - forse primogenita - di Stefano V d'Ungheria e di sua moglie, la regina Elisabetta dei Cumani.

## Biografia
Sua madre, Teresa, il 23 ottobre 1327, a Saragozza, Teresa redasse il suo testamento, come riportato nel documento n° 14 del cartulari Xestalgar, in cui ricordava tutti i suoi familiari ancora in vita.

La Chronique de Ramon Muntaner. Tome 2, descrive le qualità di Teresa e ne riporta la morte, all'ultimo martedì di quello stesso mese di ottobre e, il giorno successivo, fu inumata in quella stessa città, nel convento dei francescani

Giacomo in quanto suo erede, in quello stesso anno (1327) le subentrò in tutti i suoi titoli: barone di Entenza, signora d'Alcolea e di Chiva, barone di Antillón, mentre la contessa di Urgel e visconte di Àger, li ricevette ,'anno dopo, nel 1328, quando suo padre divenne re della Corona d'Aragona.
Il padre, Alfonso IV, lo aveva nominato procuratore generale della Catalogna, carica che il fratello, Pietro, asceso al trono, come Pietro IV, nel 1336, gli confermò, e Giacomo fu fedele collaboratore di Pietro IV, che lo considerava suo erede.

I contrasti sorsero, quando, dopo il 1343, il re Pietro IV decise di nominare sua erede, al posto di Giacomo, la figlia Costanza, e Giacomo fu poi rimosso per alcuni mesi dalla carica di Procuratore Generale.

Attorno a Giacomo, in quegli anni, si era coagulato un movimento catalano di opposizione a Pietro IV, del quale Giacomo venne riconosciuto come guida dell'Unione Aragonese, ed, in un secondo tempo, si era accostato a lui, anche il fratellastro, Ferdinando, che dopo la sua morte, ne prese il posto.
Verso la fine dell'estate del 1347, Giacomo, nella riunione delle Cortes di Saragozza, era riuscito a strappare alcuni compromessi a suo fratello, il re, Pietro IV, e, nonostante questo, si recò a Barcellona per la celebrazione del secondo matrimonio di duo fratello, il re Pietro IV.
Giacomo poco dopo (circa tre mesi), morì improvvisamente e si rumoreggiò che Giacomo fosse stato avvelenato, anzi correva una voce popolare che indicava, come mandante il fratello Pietro IV.

Giacomo, per la morte improvvisa fu tumulato nel Convento de San Francisco, a Barcellona, anziché, come da sua richiesta testamentaria nella capitale di Urgell, Balaguer; secondo Los cinco libros postreros de la primera parte de los Anales de la Corona de Aragón, v.2, Giacomo fu tumulato a Balaguer (la iglesia de nuestra Señora de Almata de la ciudad de Balaguer).

Quando, nel 1835, il convento fu demolito, i resti mortali di Giacomo furono trasferiti nella cattedrale di Barcellona, dove si trovano ancora oggi.

## Discendenza
Giacomo, nel 1335, si era sposato con Cecilia di Comminges (?-1384), figlia del conte di Comminges e visconte di Turenna, Bernardo VIII († 1336) e della terza moglie, Mathe de l'Isle-Jourdain († 1352), figlia di Bernardo Giordano III (†  nel 1340 circa), signore de l'Isle-Jourdain; il matrimonio di Giacomo e Cecilia viene confermato dal testamento di Bernardo VIII do Comminges; alla morte (1336) di suo suocero, il conte Bernardo VIII (figlio del conte di Comminges, Bernardo VII), Giacomo rivendicò senza successo i diritti di sua moglie alla successione della Contea di Comminges.

Giacomo da Cecilia ebbe due figli::
- Pietro (1340-1408), che nel 1347, succedette al padre come conte di Urgell, come espressamente indicato nel testamento del padre[13];
- Isabella, che, come confermano le Europäische Stammtafeln libro III, 131B (non consultate) sposò Ugo Folco di Cardona (1330-1400)

## Ascendenza
|                       |   |                            | Genitori              |  |  | Nonni |  |  | Bisnonni             |  |  | Trisnonni           |  |
|                       |   |                            |                       |  |  |       |  |  | Pietro III d'Aragona |  |  | Giacomo I d'Aragona |  |
|                       |   |                            |                       |  |  |       |  |  | Pietro III d'Aragona |  |  | Giacomo I d'Aragona |  |
|                       |   | Iolanda d'Ungheria         |                       |  |  |       |  |  | Pietro III d'Aragona |  |  |                     |  |
| Giacomo II di Aragona |   |                            |                       |  |  |       |  |  | Pietro III d'Aragona |  |  |                     |  |
|                       |   | Costanza di Sicilia        | Manfredi di Sicilia   |  |  |       |  |  |                      |  |  |                     |  |
|                       |   | Costanza di Sicilia        | Manfredi di Sicilia   |  |  |       |  |  |                      |  |  |                     |  |
|                       |   | Costanza di Sicilia        | Beatrice di Savoia    |  |  |       |  |  |                      |  |  |                     |  |
| Alfonso IV di Aragona |   | Costanza di Sicilia        |                       |  |  |       |  |  |                      |  |  |                     |  |
|                       |   | Carlo II d'Angiò           | Carlo I d'Angiò       |  |  |       |  |  |                      |  |  |                     |  |
|                       |   | Carlo II d'Angiò           | Carlo I d'Angiò       |  |  |       |  |  |                      |  |  |                     |  |
|                       |   | Carlo II d'Angiò           | Beatrice di Provenza  |  |  |       |  |  |                      |  |  |                     |  |
| Bianca di Napoli      |   | Carlo II d'Angiò           |                       |  |  |       |  |  |                      |  |  |                     |  |
|                       |   | Maria Arpad d'Ungheria     | Stefano V d'Ungheria  |  |  |       |  |  |                      |  |  |                     |  |
|                       |   | Maria Arpad d'Ungheria     | Stefano V d'Ungheria  |  |  |       |  |  |                      |  |  |                     |  |
|                       |   | Maria Arpad d'Ungheria     | Elisabetta dei Cumani |  |  |       |  |  |                      |  |  |                     |  |
| Giacomo I di Urgell   |   | Maria Arpad d'Ungheria     |                       |  |  |       |  |  |                      |  |  |                     |  |
|                       | … | …                          |                       |  |  |       |  |  |                      |  |  |                     |  |
|                       | … | …                          |                       |  |  |       |  |  |                      |  |  |                     |  |
|                       | … | …                          |                       |  |  |       |  |  |                      |  |  |                     |  |
| Gombaldo di Entenza   | … |                            |                       |  |  |       |  |  |                      |  |  |                     |  |
|                       |   | …                          | …                     |  |  |       |  |  |                      |  |  |                     |  |
|                       |   | …                          | …                     |  |  |       |  |  |                      |  |  |                     |  |
|                       |   | …                          | …                     |  |  |       |  |  |                      |  |  |                     |  |
| Teresa di Entenza     |   | …                          |                       |  |  |       |  |  |                      |  |  |                     |  |
|                       |   | Sancho di Antillòn         | …                     |  |  |       |  |  |                      |  |  |                     |  |
|                       |   | Sancho di Antillòn         | …                     |  |  |       |  |  |                      |  |  |                     |  |
|                       |   | Sancho di Antillòn         | …                     |  |  |       |  |  |                      |  |  |                     |  |
| Costanza di Antillòn  |   | Sancho di Antillòn         |                       |  |  |       |  |  |                      |  |  |                     |  |
|                       |   | Eleonora di Cabrera-Urgell | Álvaro I di Urgell    |  |  |       |  |  |                      |  |  |                     |  |
|                       |   | Eleonora di Cabrera-Urgell | Álvaro I di Urgell    |  |  |       |  |  |                      |  |  |                     |  |
|                       |   | Eleonora di Cabrera-Urgell | Costanza di Montcada  |  |  |       |  |  |                      |  |  |                     |  |
|                       |   | Eleonora di Cabrera-Urgell |                       |  |  |       |  |  |                      |  |  |                     |  |

### Fonti primarie
- (LA)  Histoire généalogique de la maison d'Auvergne, justifiée par chartes, titres et histoires anciennes et autres preuves authentiques, par Christofle Justel.
- (FR)  Histoire généalogique de la maison d'Auvergne justifiée par chartes, titres, histoires anciennes & autres preuves authentiques. Tome 2.
- (FR)  Chronique de Ramon Muntaner. Tome 2.
- (ES)  #ES CARTULARIO SAN JUAN DE LA PENA.

### Letteratura storiografica
- Rafael Altamira, La Spagna (1031-1248), in «Storia del mondo medievale», vol. V, 1999, pp. 865–896
- (ES)  Historia de los condes de Urgel, Tomo I.
- (ES)  Historia de los condes de Urgel, Tomo II.
- (CA)  #ES cartulari Xestalgar Archiviato il 2 dicembre 2020 in Internet Archive..
- (ES)  Los cinco libros postreros de la primera parte de los Anales de la Corona de Aragón, v.2.